# Vattenmyndigheterna
Vattenmyndigheterna har det övergripande ansvaret att se till att EU:s ramdirektiv för vatten (vattendirektivet) genomförs i Sverige. Riksdagen beslutade i mars 2004 att Sverige ska delas in i fem vattendistrikt med en vattenmyndighet i varje distrikt. En länsstyrelse i varje vattendistrikt har utsetts till vattenmyndighet med ansvar för förvaltningen av kvaliteten på vattenmiljön inom distriktet.
De fem vattenmyndigheterna är länsstyrelserna i:
- Norrbottens län – Bottenvikens vattendistrikt
- Västernorrlands län – Bottenhavets vattendistrikt
- Västmanlands län – Norra Östersjöns vattendistrikt
- Kalmar län – Södra Östersjöns vattendistrikt
- Västra Götalands län – Västerhavets vattendistrikt

Distriktena är inte indelade efter administrativa gränser utan efter vattendragens naturliga avrinningsområden. En kommun eller ett län kan därför tillhöra flera vattendistrikt. Tre av distrikten – Bottenviken, Bottenhavet och Västerhavet – räknas som internationella då de delar vattenavrinningsområden med Norge och/eller Finland. Eftersom riksgränsen mot Norge inte alltid följer vattendelaren mellan Atlanten och Östersjön krävs samordning mellan länderna. Många svenska älvar har sina källor i Norge medan några norska vattendrag börjar på svenska sidan. Ett särfall är Klarälven som börjar i Sverige, rinner in i Norge och kommer tillbaka till Sverige. Utgångspunkten är att det nedströms liggande landets vattenförvaltningsprinciper gäller. Ett annat specialfall är gränsen mellan Sverige och Finland som i nästan sin helhet följer Torne älv med biflöden. Här samarbetar vattenmyndigheten i Bottehavet sålunda med finska myndigheter.   
Vattenmyndigheten samordnar arbetet i sitt vattendistrikt och fastställer miljökvalitetsnormer, förvaltningsplaner och åtgärdsprogram. Varje vattenmyndighet har en vattenvårdsdirektör som leder och ansvarar för arbetet. Till vattenvårdsdirektörens hjälp finns ett kansli som också arbetar med att samordna arbetet i och mellan vattendistrikten. För varje vattenmyndighet finns det en särskild vattendelegation som fungerar som beslutsfattare inom vattenmyndighetens ansvarsområde. På varje länsstyrelse i varje distrikt finns ett beredningssekretariat med uppgift att hjälpa vattenmyndigheten med att genomföra vattendirektivet. Arbetet ska ske i dialog med kommuner, vattensvårdsförbund och andra lokala vattenintressenter.

## Vatteninformationssystem Sverige
Vatteninformationssystem Sverige (VISS) är en databas som Vattenmyndigheterna ansvarar för och som har information om Sveriges större sjöar, vattendrag, grundvatten och kustvatten. 
För dessa vatten kan man hitta information om:
- Statusklassning. Bedömning av hur vattnet mår.
- Miljökvalitetsnormer. Bestämmelser om kraven på kvaliteten i vattnet. Miljökvalitetsnormer är styrande för myndigheter och kommuner när de tillämpar lagar.
- Miljöövervakning. För att ta reda på hur vattnet mår, tas olika prover vid utpekade platser, så kallade mätpunkter/stationer.
- Rapportering till EU av arbetet enligt Vattendirektivet.
- Åtgärder - både genomförda, planerade och möjliga per vatten.